# Barys Kit
Barys Oeladzimiravitsj Kit (Sint-Petersburg, 6 april 1910 – Frankfurt am Main, 1 februari 2018) was een Amerikaans wetenschapper van Wit-Russische afkomst.

## Biografie
Kit werd geboren in 1910 in het Keizerrijk Rusland. Zijn familie heeft Wit-Russische wortels. In 1918 verhuisde zijn familie naar het Oblast Grodno, waar zijn familie oorspronkelijk van afkomstig was. In 1928 ging Kit fysica en wiskunde studeren aan de Universiteit van Vilnius. Na afgestudeerd te zijn in 1933 werkte hij als leerkracht. 
Tijdens de bezetting van Wit-Rusland door nazi-Duitsland werd hij ervan verdacht in het verzet te zitten tegen nazi-Duitsland. Hij werd gevangengenomen door de Sicherheitsdienst. In 1948 verhuisde Kit naar de Verenigde Staten.
Vanaf de jaren 50 werkte Kit aan het Amerikaanse ruimteprogramma. Hij was intussen genaturaliseerd tot Amerikaan. Hij zou tot in 1972 in de Verenigde Staten blijven werken. Dat jaar verhuisde hij terug naar Europa. Op het einde van zijn leven woonde hij in Frankfurt am Main. 
Hij overleed twee maanden voor zijn 108ste verjaardag.